# Iglesia de El Salvador (Pina de Montalgrao)
La Iglesia Parroquial de El Salvador, de Pina de Montalgrao, en la comarca del Alto Palancia,  provincia de Castellón, España, conocida  también como Iglesia fortificada es una iglesia católica, catalogada como Bien de Relevancia Local, con código identificativo: 12.07.090-001, según datos de la Dirección General de Patrimonio Artístico de la Generalidad Valenciana.
La iglesia de ubica en las proximidades del cerro del castillo y se caracteriza por presentar un recinto amurallado con almenas, de fábrica de sillar y mampostería, materiales que en la mayor parte provienen de los restos del antiguo castillo, razón por la cual de éste no queda prácticamente nada.

## Descripción
La construcción del templo está datada en el siglo XV  y, aunque en él pueden verse influencias churriguerescas, se trata de un templo de estilo gótico, con modificaciones posteriores en estilo neoclásico.
Presenta planta de una sola nave con capillas laterales y cuatro crujías (en cuyos centros abovedados hay rosetas), separadas por pilastras (con capitel corintio y cuerpo arquitrabado corrido por toda la nave), y pilares con arcos de medio punto. La cubierta interior está hecha en bóveda de cañón, con lunetos en la nave única. Presenta ábside en la cabecera y capillas laterales, que se cubren también con bóveda de cañón, mientras que la cubierta de la sacristía es una bóveda de crucería.
En la segunda crujía, del lado de la epístola,  se encuentra ubicada la puerta de acceso (que está adovelada), que externamente presenta pórtico, pudiéndose destacar la existencia de unos arquillos ciegos en el pórtico. Los contrafuertes son exteriores por encima de las capillas laterales. Externamente el conjunto se completa con una torre campanario, situada en el lado de la epístola y que presenta dos cuerpos, con una inscripción y escudo central de la localidad. De fábrica de mampostería, sillería y ladrillos en la parte superior para el remate con tejas de cerámica, datadas en el siglo XVII,  en el cupulín. En el segundo cuerpo se encuentran las campanas, que actualmente son tres: Nuestra Señora de Vallada (siglo XVIII), La Nueva  (siglo XXI)y Salvadora (siglo XIX). Hay otras tres campanas, Santa Bárbara (siglo XIX) se encuentra en el museo parroquial, María (siglo XV) en la sala de campanas y por último, Campanón de horas, que se ubica en la terraza.
En el interior destaca la presencia de un coro elevado a los pies de la planta, con bóveda de cañón rebajada y frente de arco también rebajado. Respecto a la decoración, es a base de yeserías y de carácter popular, datándose en el siglo XVIII. Cabe destacar algunas pinturas (una pintura de San Francisco, al óleo, en mal estado de conservación, del siglo XVII, perteneciente a la  Escuela Valenciana y  atribuida a Ribalta y otra de "La Virgen, Santa Ana y San Joaquín",  óleo pintado sobre lienzo, perteneciente al siglo XVII, de la Escuela Valenciana popular), así como  una valiosa colección de orfebrería de los siglos XIV-XX  y por último,  un relieve de la Virgen de Loreto, en mármol, datado en el  del siglo XVI,  que algunos autores consideran que sea obra italiana.